# Tiago Moreira de Sá
Tiago da Mota Veiga Moreira de Sá (ur. 12 stycznia 1971 w Lizbonie) – portugalski politolog, dziennikarz, historyk, nauczyciel akademicki i polityk, deputowany do Zgromadzenia Republiki, poseł do Parlamentu Europejskiego X kadencji.

## Życiorys
Absolwent nauk o komunikacji ze specjalnością w zakresie dziennikarstwa na Universidade Autónoma de Lisboa (1995). W 2002 uzyskał magisterium ze stosunków międzynarodowych na Universidade Lusíada de Lisboa. Doktoryzował się w 2008 w zakresie historii najnowszej w ISCTE. Od połowy lat 90. pracował jako dziennikarz. W 2003 został nauczycielem akademickim na Universidade Nova de Lisboa. W pracy naukowej specjalizował się w zagadnieniach dotyczących historii stosunków międzynarodowych, portugalskiej i amerykańskiej polityki zagranicznej, a także relacji amerykańsko-portugalskich. Zajął się również działalnością publicystyczną jako komentator spraw międzynarodowych w różnych mediach.
W wyborach w 2022 z ramienia Partii Socjaldemokratycznej uzyskał mandat deputowanego do Zgromadzenia Republiki XV kadencji. W 2024 związał się natomiast z prawicowym ugrupowaniem Chega. W tym samym roku z jej listy został wybrany w skład Europarlamentu X kadencji.

## Publikacje
- Os americanos na revolução portuguesa: (1974–1976), 2004.
- Carlucci vs. Kissinger. Os EUA e a revolução portuguesa (współautor), 2008.
- Os Estados Unidos da América e a democracia portuguesa, 1974–1976, 2009.
- À Procura de um plano bilateral. A Fundação Luso-Americana e o Desenvolvimento de Portugal, 2010.
- Os Estados Unidos e a descolonização de Angola, 2011.
- Política externa portuguesa, 2015.
- História das relações Portugal-EUA (1776–2015), 2016.
- Donald Trump: O Método no Caos (współautor), 2018.